# 하동 청계사 몽산화상육도보설
하동 청계사 몽산화상육도보설(河東 淸溪寺 蒙山和尙六道普說)은 대한민국 경상남도 하동군, 청계사에 있는 조선시대의 불경이다. 2014년 3월 20일 경상남도 유형문화재 제555호로 지정되었다.
「몽산화상육도보설」은 몽산덕이가 대중을 모아서 육도윤회(六道輪廻)에 대하여 설법한 내용을 담고 있다.
본서(本書)와 동일한 간본(刊本)인, 1539년 안동의 광흥사에 개판한 몽산화상육도보설은 <고려대 도서관>과 <국립중앙도서관>, <동국대 도서관>, <서울대 중앙도서관> 등에 소장되어 있다.
본서(本書)는 ‘1539년’ 및 ‘광흥사’라는 명확한 간행기록이 남아 있고, 시주자에 대한 기록 및 인출 및 보관 상태가 매우 양호한 책이다.
귀중본(貴重本)의 기준이 되는 임진왜란(1592) 이전에 간행된 자료이다.

## 참고 자료
- 하동 청계사 몽산화상육도보설 - 국가유산청 국가유산포털